# 马克-8
马克-8（英語：Mark-8）是一款于1973年设计的微型计算机，以Intel 8008微处理器芯片为核心。该款电脑由当时在美国弗吉尼亚理工大学化学专业攻读研究生的乔纳森·提图斯（Jonathan Titus）设计。
在造出“马克-8”这台机器后，提图斯决定将其设计与社会分享，并联系了《无线电电子技术》（Radio-Electronics）和《大众电子》（Popular Electronics）两家杂志。他被《大众电子》拒绝了，但《无线电电子技术》对他很感兴趣，并在1974年7月出版的杂志称它是个人微型计算机，并介绍了它的结构与工作原理。

## 影响
虽然“马克-8”在商业上并不十分成功，但它还是促使《大众电子》杂志的编辑考虑推出一个类似但更易于访问的微型计算机项目。仅六个月后，也就是在1975年1月，他们便宣布完成了他们的计划——在《大众电子》杂志上介绍Altair 8800。 根据1998年弗吉尼亚理工大学的一篇文章，提图斯的“马克-8”微型计算机现在位于史密森尼学会的“信息时代”（Information Age）展区。